# Наташа Клаус
Наташа Клаус (рус. Natasha Alejandra Rastapkavicius Arrondo, шп. Natasha Klauss) је колумбијска глумица.

## Биографија:
Рођена је у колумбијском граду Баранкиљи. Страст из млађих дана био јој је плес, сањала је каријери професионалне балерине. Нажалост, у томе ју је спречио проблем са коленом због кога се морала оперисати, те одлучује кренути са студијима глуме.
Од 1996. до 2000. године тумачила је споредне улоге у теленовелама Señora bonita, Cazados, Corazón prohibido и La Caponera. 2002. године добија једну од битнијих улога у Телемундовој теленовели La venganza која јој доноси велику популарност. Услеђује и једна од главних улога у теленовели Скривене страсти (Pasión de gavilanes) која постиже огроман успех широм света. 
2004. године учествује у теленовели Жена у огледалу (La mujer en el espejo) где тумачи лик Лузмиле и наступа заједно са Паолом Реј, Хуан Алфонсом Баптистом и Кристином Лили, колегама из претходног пројекта. 2005. тумачи лик Исабеле у Олуји страсти (La Tormenta), а 2007. добија улогу у тада најамбициознијој продукцији света теленовела Зоро (Zorro: la espada y la rosa). 
2008. прелази на колумбијски РЦН где снима теленовелу Novia para dos, након чега прави паузу у својој каријери.
Од 2003. је удата за Марсела Грека са којим у априлу 2009. добија кћерку Палому. Из претходног брака са Виктором Гонзалезом такође има кћерку Исабелу.
Пореклом је колумбијанка и литванка. Висока је 1.52м.
Добитница је награда за најбољу глумицу (La venganza) и најбољу негативну улогу (Олуја страсти).

## Филмографија:
| Година:   | Српски назив:    | Оригинални назив: | Улога:                            |
| --------- | ---------------- | ----------------- | --------------------------------- |
| 2011-2012 | /                |                   | Алехандра Виванко / Лусија Васкез |
| 2011.     | Наследници       |                   | Берта Сото                        |
| 2010.     | /                |                   | Вивијана                          |
| 2008.     | /                |Mujeres asesinas (кол. верзија)    | Олга, „Голманка“                  |
| 2008.     | /                |                   | Тања Токица Муриљо                |
| 2007.     | Зоро             |                   | Сестра Суплисиос                  |
| 2006.     | /                |                   | Лаура / Маријана / Лилијана       |
| 2005-2006 | Олуја страсти    |                   | Исабела Монтиља                   |
| 2004-2005 | Жена у огледалу  |                   | Лузмила                           |
| 2003-2004 | Скривене страсти |                   | Сара, Сарита, Елизондо            |
| 2002-2003 | /                |                   | Сандра Гузман                     |
| 2002.     | /                |                   | Аида                              |
| 2000.     | /                |                   | Грасијела                         |
| 2000.     | /                |                   | Ампарито                          |
| 1998.     | /                |                   | /                                 |
| 1997.     | /                |                   | /                                 |
| 1996.     | /                |                   | Лаура                             |
| 1996.     | /                |                   | /                                 |